# Jocko

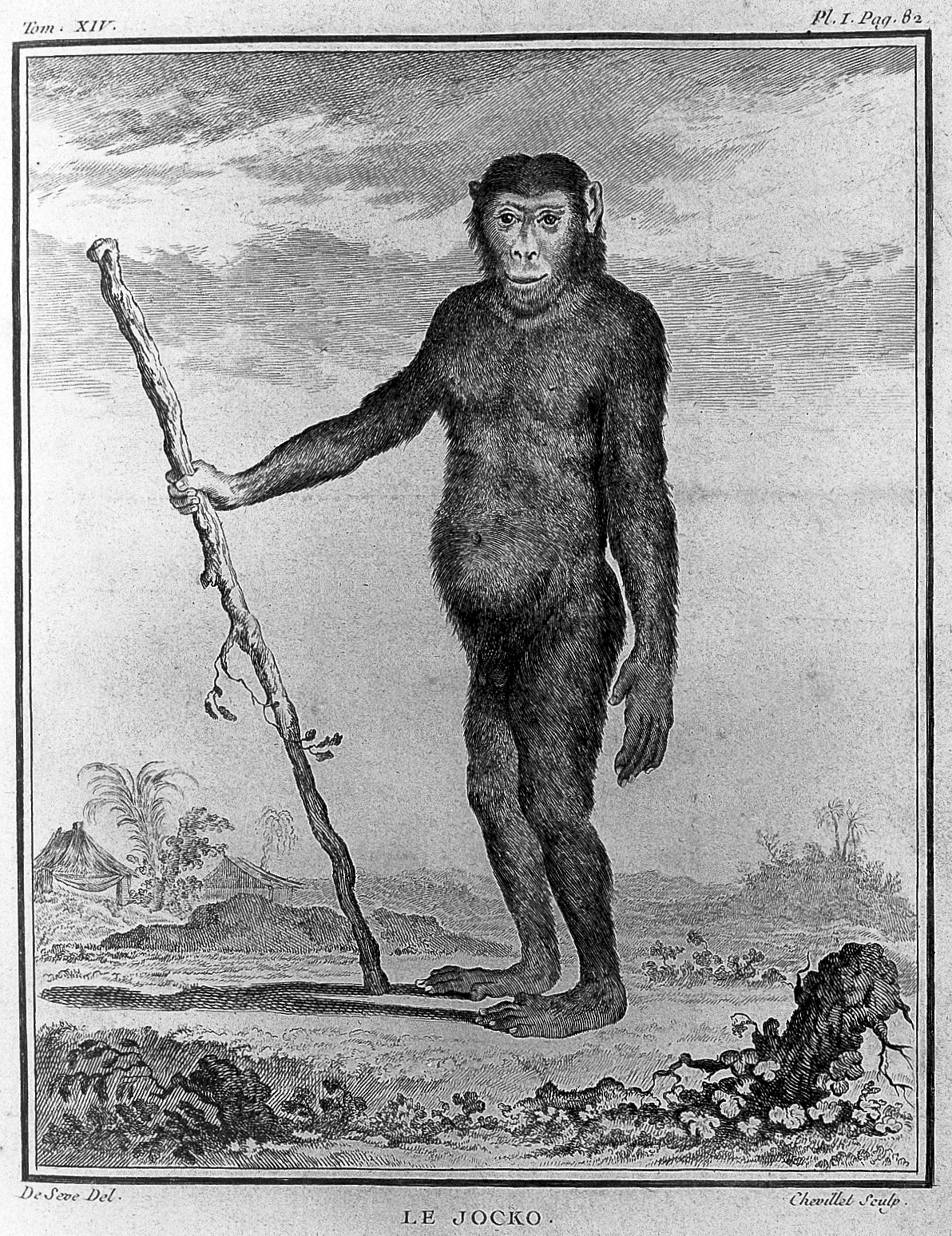
Jocko, nach Buffons Naturgeschichte.

Jocko, Joko oder Joco war ein Gattungsname für Schimpansen und wurde zu einem beliebten Namen für Affen in Zoos und für Affenpuppen. Als Name einer literarischen Figur fand Jocko Niederschlag in Erzählungen, Dramen und Balletten.

## Wortherkunft

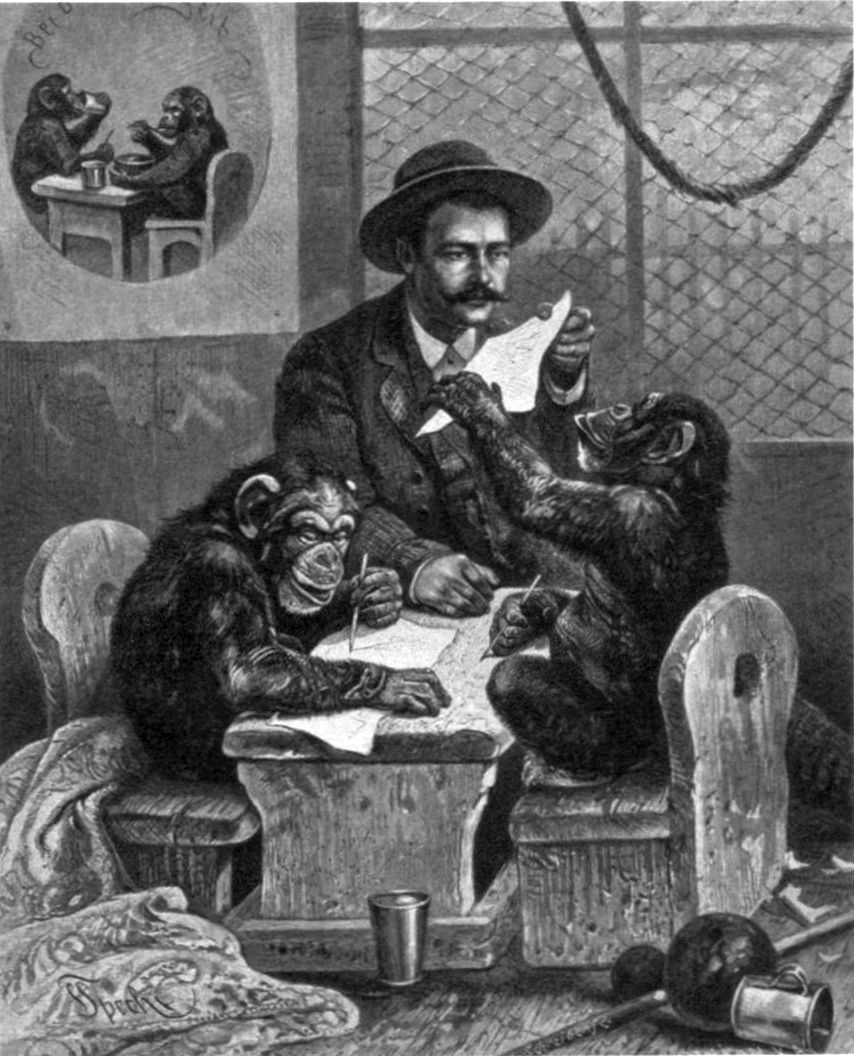
Zoodirektor Adolf Nill mit den Schimpansen Cora und Joko, vor 1907.

In der Sammlung von Reiseberichten „Purchas, his Pilgrimes“ aus dem Jahr 1625 berichtete Samuel Purchas, der Forschungsreisende Andrew Battel habe erzählt, im Königreich Loango seien zwei Arten von menschenähnlichen Monstern anzutreffen, die größeren würden Pongos genannt, die kleineren Enjockos. Der französische Naturforscher Georges-Louis Leclerc de Buffon übernahm in seiner „Naturgeschichte“ 1766 die Bezeichnung Enjocko als Gattungsnamen für einen „kleinen Orang-Utan“ oder Schimpansen, wobei er den Namen zu Jocko verkürzte. In der Folgezeit wurde Jocko ein beliebter Name für Affen in Zoos und für Affenpuppen.

## Jocko, anecdote indienne
„Jocko, anecdote indienne“ (Jocko, indianische Anekdote) ist eine Erzählung von Charles de Pougens aus dem Jahr 1824. Sie erschien unter dem Obertitel „Jocko, anecdote détachée des Lettres inédites sur l‘instinct des animaux“ (Jocko, Anekdote aus den unveröffentlichten Briefen über den Instinkt der Tiere). Die „Anekdote“ gibt angeblich den Inhalt eines portugiesischen Manuskripts wieder.
Der anonyme Erzähler stammt aus Lissabon, lebt aber seit einigen Jahren auf einer nicht näher bezeichneten Insel. Bei einem Waldspaziergang trifft er auf ein junges Orang-Utan-Weibchen, das er Jocko nennt. Nach anfänglichem Fremdeln fasst Jocko Zutrauen zu dem Erzähler, der sie mit Leckerbissen lockt. Jocko baut eine Hütte, in die sie ihren menschlichen Freund einlädt. Zwischen beiden entwickelt sich ein enges empathisches Verhältnis.
Der Erzähler verbringt viel Zeit mit Jocko, sie nehmen zusammen die Abendmahlzeiten ein, Jocko beobachtet ihn beim Lesen und Schreiben und äfft ihn nach. Eines Tages bringt ihm Jocko eine Handvoll Muscheln und Diamanten, und der Erzähler, in dem die Gier erwacht, bringt sie dazu, weitere Diamanten für ihn zu beschaffen. Als der Erzähler seine Rückreise nach Lissabon plant, ist er hin- und hergerissen, ob er Jocko mitnehmen oder zurücklassen soll. Das Problem löst sich von selbst, als Jocko von einer Schlange überfallen und tödlich verletzt wird.
Die sogenannte Anekdote scheint eine Erfindung des Autors zu sein, die er anhand der Berichte von Reisenden und Wissenschaftlern kolportierte. Dies wird durch einen umfangreichen Apparat von wissenschaftlichen Fußnoten, die er „Preuves“ (Beweise) nennt, und eine über 20-seitige Liste von Gewährsmännern unterstrichen.

## Jocko ou le Singe du Brésil

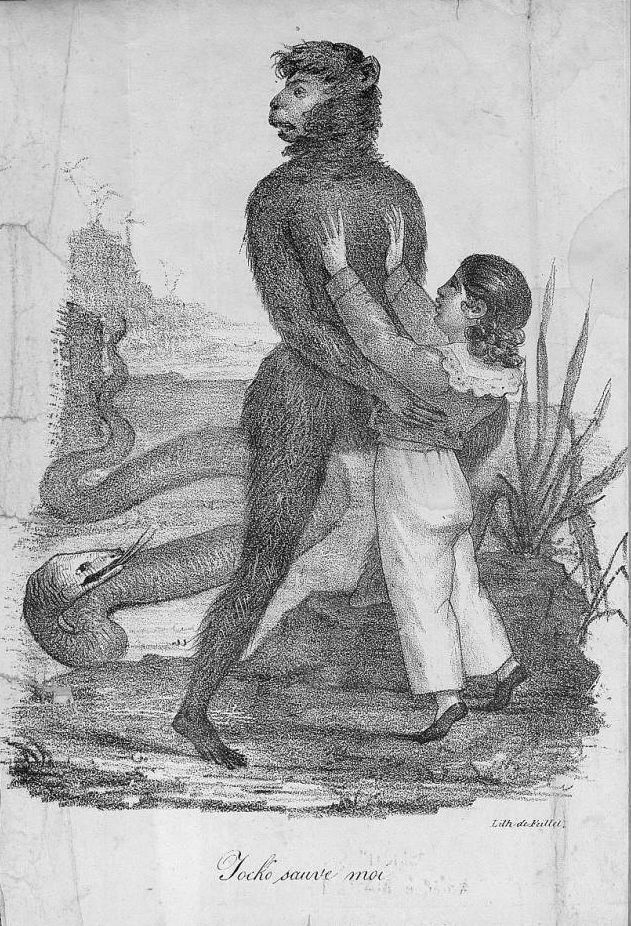
Jocko rettet den kleinen Fernand vor der Schlange.

„Jocko ou le Singe du Brésil“ (Jocko oder der brasilianische Affe) ist ein zweiaktiges Drama mit Musik- und Balletteinlagen, das 1825 in Paris uraufgeführt wurde.
Der portugiesische Reishändler Fernandez siedelt von Lissabon nach Brasilien über und legt dort eine Reisplantage an. Als er dem Affen Jocko das Leben rettet, schließt der sich an ihn an, und Fernandez versucht ihn zu erziehen. Sein Verwalter Pedro ist jedoch verärgert über Jockos Streiche und versucht vergebens ihn einzufangen. Als ein Schiff mit der Frau und dem Sohn von Fernandez bei der Landung Schiffbruch erleidet, rettet Pedros Sohn Dominique die Frau und Jocko den Sohn Fernand. Als dieser von einer Schlange angegriffen wird, rettet ihn Jocko zum zweiten Mal. Einer der geretteten, schiffbrüchigen Matrosen hält Jocko für ein gefährliches wildes Tier und erschießt ihn.
Nach der Pariser Uraufführung verlangte das Publikum, Jocko nicht sterben zu lassen. Die Aufführung, in der Charles-François Mazurier als Jocko brillierte, war sehr erfolgreich und wurde von anderen Bühnen in Paris, London, Wien, Stuttgart und Berlin übernommen. Es entstand ein Hype, in dessen Gefolge zahlreiche Objekte nach Jocko benannt wurden, so Kleider, Fächer, Frisuren und sogar ein Brot.

## Danina, oder: Joko, der brasilianische Affe

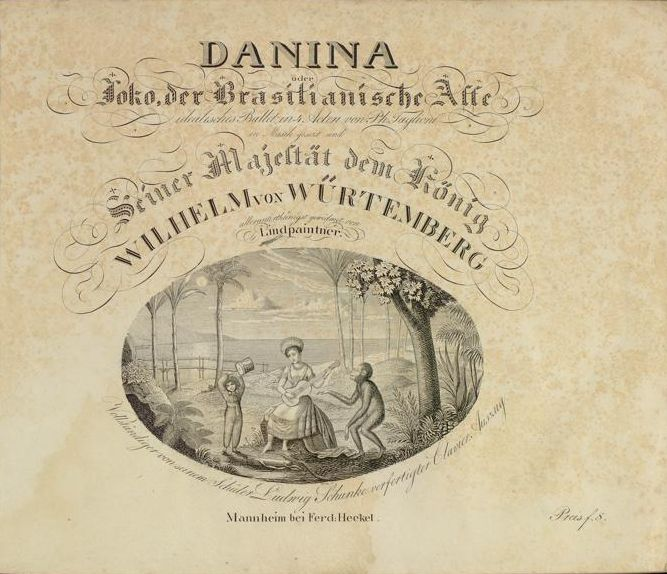
Titelblatt des Klavierauszugs.

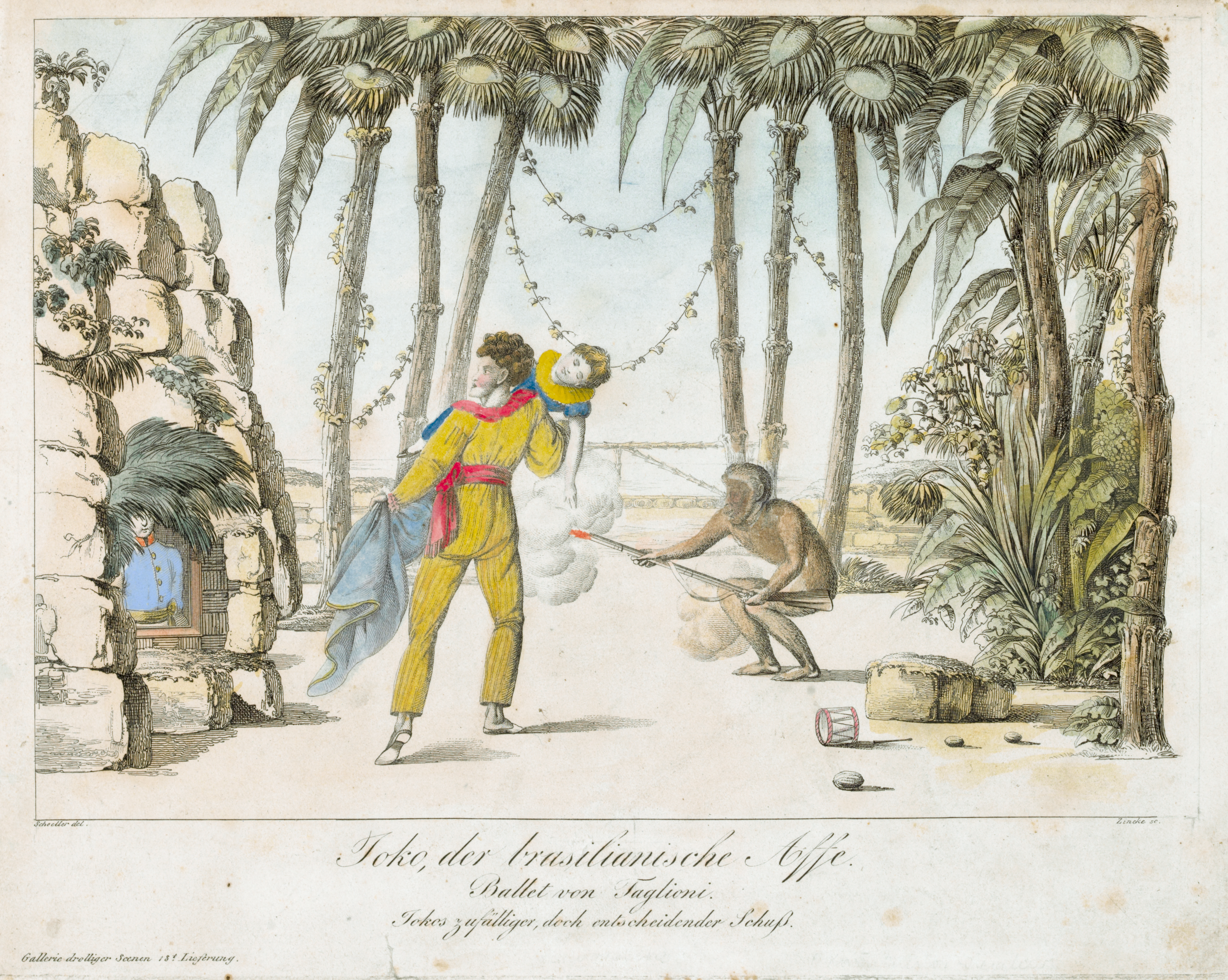
Joko hindert Jäfre an der Entführung des kleinen Zabi.

„Danina, oder: Joko, der brasilische Affe“ ist ein Ballett, das 1826 in Stuttgart uraufgeführt wurde. Choreographie: Filippo Taglioni, Musik: Peter Joseph von Lindpaintner. Das Ballett ist eine (stark veränderte) Version von „Jocko ou le Singe du Brésil“.
Die Librettofassung von 1830 stimmt im Handlungsablauf weitgehend mit der Fassung von 1826 überein, unterscheidet sich aber durch eine abweichende Personenbeschreibung und durch die Unterteilung in Akte und Szenen. Die folgende Inhaltsbeschreibung beruht auf der Fassung von 1830.
Schauplatz: Gegend an der brasilianischen Küste. Die Sklavin Danina ist heimlich mit Alvaro, dem Sohn des reichen Pflanzers Alonzo verheiratet. Sie hält ihren gemeinsamen Sohn Zabi in einer Höhle im Wald verborgen. Danina errettet den Affen Joko vor einer Schlange. Sie weist die Liebesanträge des Mohren Jäfre zurück, der Rache schwört.
Joko ärgert den Pflanzer Diego mit seinen lustigen Streichen, aber der Versuch, ihn einzufangen, scheitert. Danina besucht Zabi, und Joko freundet sich mit Danina und Zabi an. Alvaro kommt mit dem Schiff an, und Danina erzählt ihm, dass Jäfre sie mit seiner Liebe verfolgt. Alvaro schwört Rache.
Jäfre verrät Alonzo das Liebesverhältnis zwischen Alvaro und Danina. Im Auftrag Alonzos sucht Jäfre nach Zabi. Er findet ihn in der Höhle und versucht ihn zu entführen.  Joko verwundet Jäfre mit einem Gewehrschuss, so dass er Zabi freilässt. Joko nimmt Zabi auf den Rücken und rettet ihn auf die Bäume.
Danina findet Jäfres blutigen Mantel und befürchtet das Schlimmste für Zabi. Alonzo und Alvaro kommen herbei. Joko wird mit Zabi auf einem Baum entdeckt. Nach einer kurzen Jagd gibt Joko Zabi frei. Jäfre wird abgeführt. Alonzo gibt seinen Segen zu der Verbindung seines Sohnes mit Danina.

## Wilhelm Hauff
Wilhelm Hauffs Novelle „Freie Stunden am Fenster“ wurde im April 1826 in der Zeitschrift „Der Eremit in Deutschland“ veröffentlicht. Das vierte Kapitel trägt die Überschrift „Joco“. Ein Bekannter klärt den Ich-Erzähler, der sich vom gesellschaftlichen Leben zurückgezogen hat, über eine aktuelle Variante der Fächersprache auf. Die Damenwelt sei sehr traurig über den Rückzug des Erzählers:

„‚Sie werden bemitleidet, zurückgesehnt; es gibt sogar junge Damen, die ganz offen den Fächer vor das linke Auge halten, wenn von Ihnen gesprochen wird.‘
‚Den Fächer vor das linke Auge halten? wozu denn, was soll es denn bedeuten?‘
‚… das ist das Neueste, was man hier in der Liebes-Sprache kennt; das heißt à la Joco trauern.‘“

Von Ende Mai bis zum 10. Juni 1825 hielt sich Hauff in Paris auf. Er besuchte das Théatre de la Porte Saint-Martin, in dem seit dem 16. März 1825 die Ballettpantomime „Jocko ou le Singe du Brésil“ aufgeführt wurde. In Stuttgart war am 12. März 1826, kurz vor der Veröffentlichung der Novelle im April 1826, das Ballett „Danina, oder: Joko, der brasilische Affe“ uraufgeführt worden. „A la Joco trauern“ könnte von einer Theaterszene herrühren, in der Joko seine Trauer durch Verdecken des linken Auges mit dem Fächer kundtat. Möglich ist auch, dass Jokos Trauer eine freie Erfindung von Hauff ist, der sich damit über den grassierenden Joko-Hype lustig machen wollte.
Die 1826 in Hauffs Märchen-Almanach auf das Jahr 1827 erschienene satirische Erzählung "Der Affe als Mensch" handelt von einem Scherz, den der Besitzer eines dressierten Affen, den er als jungen Engländer in die Gesellschaft einführt, mit den Bürgern des Städtchens Grünwiesel treibt.

## Puppen
Die Jocko-Figur fand als Puppe auch Eingang in die Spielzeugindustrie. Steiff hat mindestens seit 1950 die Plüschtiere „Jocko Schimpanse“ und „Jocko Äffchen“ im Programm. Ein Schnittmusterbogen einer US-amerikanischen Firma von 1892 diente als Vorlage zur Anfertigung einer Jocko-Stoffpuppe.

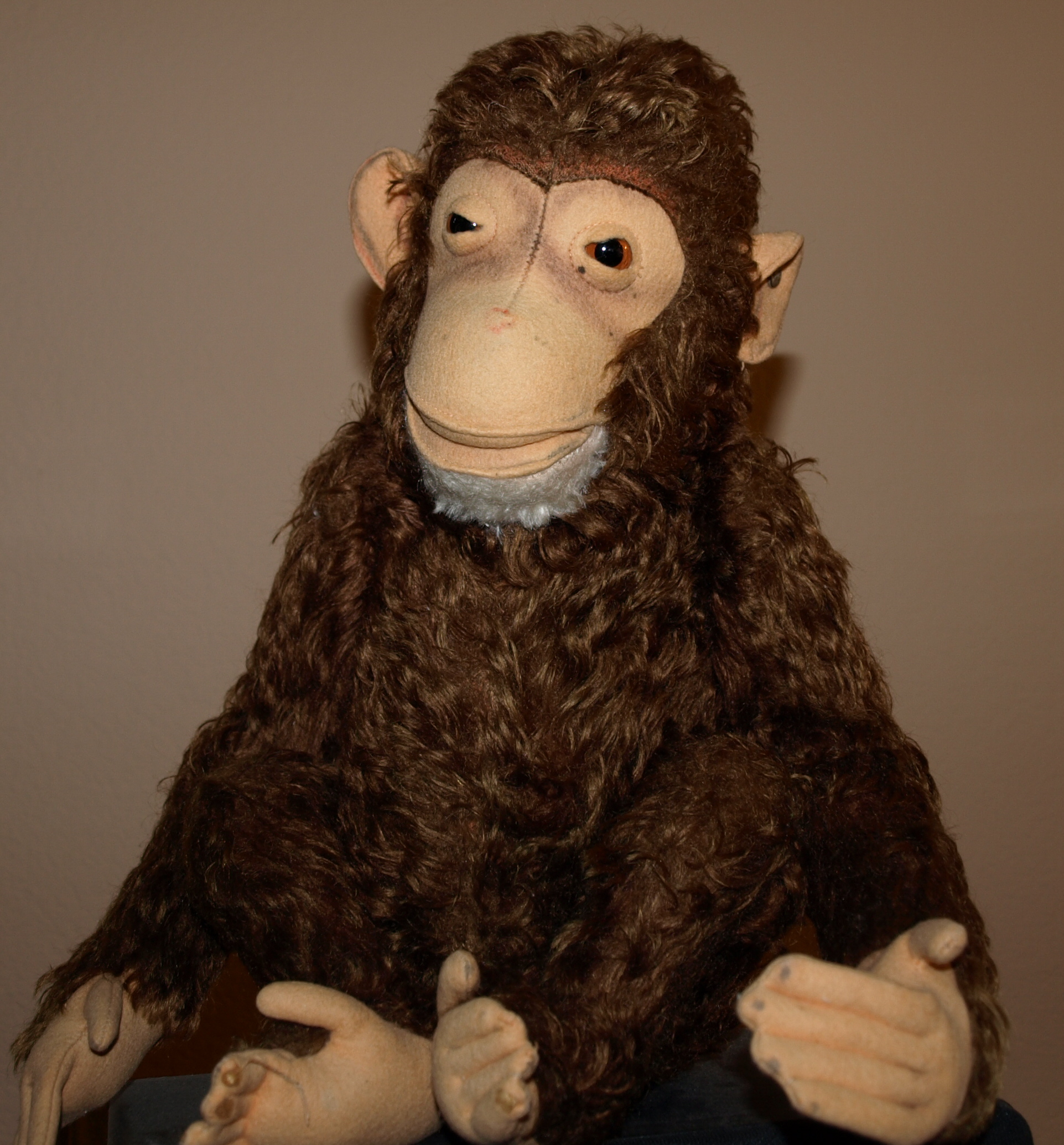
Steiff Jocko Schimpanse, um 1950.
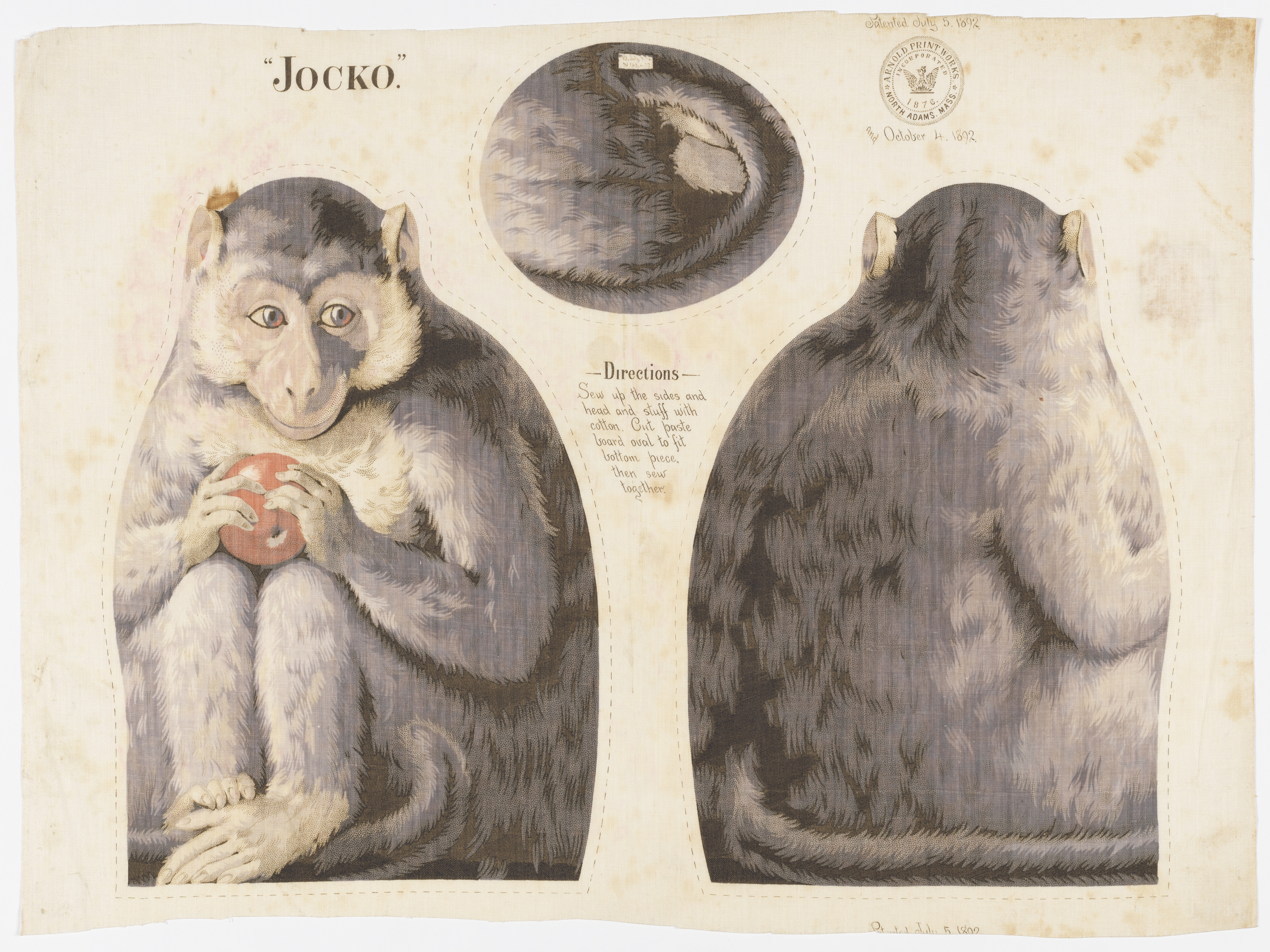
Schnittmuster zur Anfertigung einer Jocko-Stoffpuppe, 1892.